# インド鉄道WAG9形電気機関車
インド鉄道WAG-9形交流電気機関車（インドてつどうWAG-9がたこうりゅうでんききかんしゃ）は、インド鉄道（Indian Railways）が所有する貨物用交流電気機関車。アドトランツとの技術提携により製造された、インバータ制御を用いる電気機関車である。この項目では、増備車であるWAG-9H形およびWAG-9Hi形についても解説する。

## 概要
1959年に導入されたWAM-1形以降、インドでは整流器を用いた制御装置を有する交流電気機関車が長期に渡って製造され続けていた、だが、貨物列車の重量化、高速化を進める中でそれまでの整流子式では保守や出力に難があり、新技術を用いた電気機関車が必要となってきた。そこでインド鉄道は1993年に欧州企業と技術提携を結び、インバータ制御を使用する三相誘導電動機を搭載した電気機関車を導入する事となった。そのうち、ドイツのアドトランツの技術を用いて製造されたのが貨物用のWAG-9形である。
同時期に導入された旅客用のWAP-5形と同様にGTOサイリスタを採用し、起動牽引力は680kNを誇る。
1996年に最初の22両がアドトランツから輸入され、同年から営業運転を開始したが、そのうち完成品として輸入されたのは6両で、残りの16両についてはインド国内で組み立てが行われた。その後1998年からはチッタランジャン機関車工場での国内生産が行われており、最初に出場した車両についてはインド初の国産インバータ制御電気機関車である事にちなみ"Navyug"、日本語で「新時代」と言う意味を持つ愛称が付けられた。
なお、形式名の「WAG」は「広軌（W）交流（A）貨物用（G）電気機関車」と言う意味である。

### WAG-9H形
より総重量が重い貨物列車に対応すべくWAG-9形を改良した形式。2000年から製造が開始された。起動牽引力が52tに向上したほか、機関車の重量もWAG-9形と比べて重くなっている。
なお、38016号機については他の機関車とは異なり、濃い赤に白帯という塗装となっている。

### WAG-9Hi形
2010年以降に製造された車両については、消費電力削減のため電力半導体素子をIGBTトランジスタに交換したWAG-9Hi形として導入している。

## ギャラリー

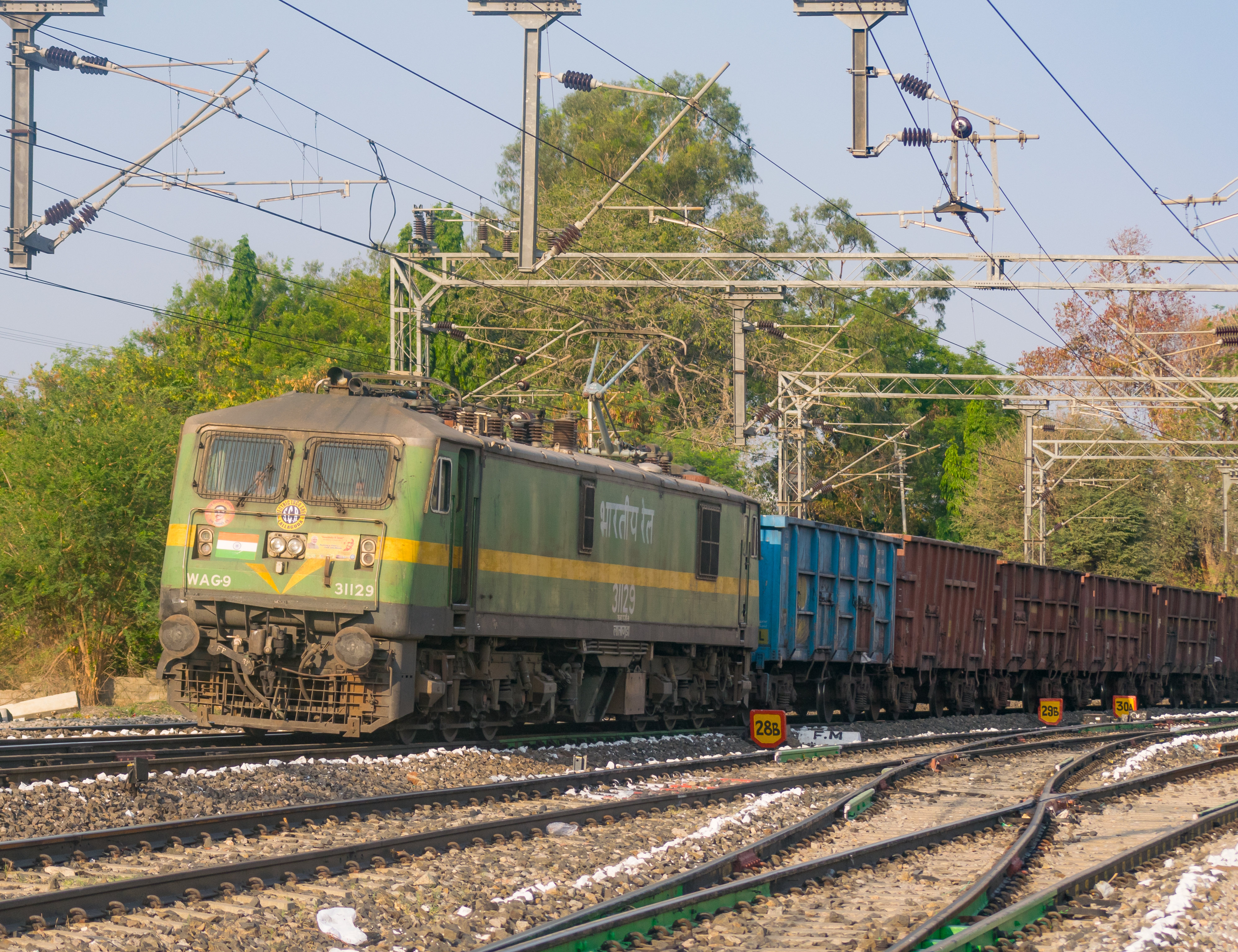
31129号機
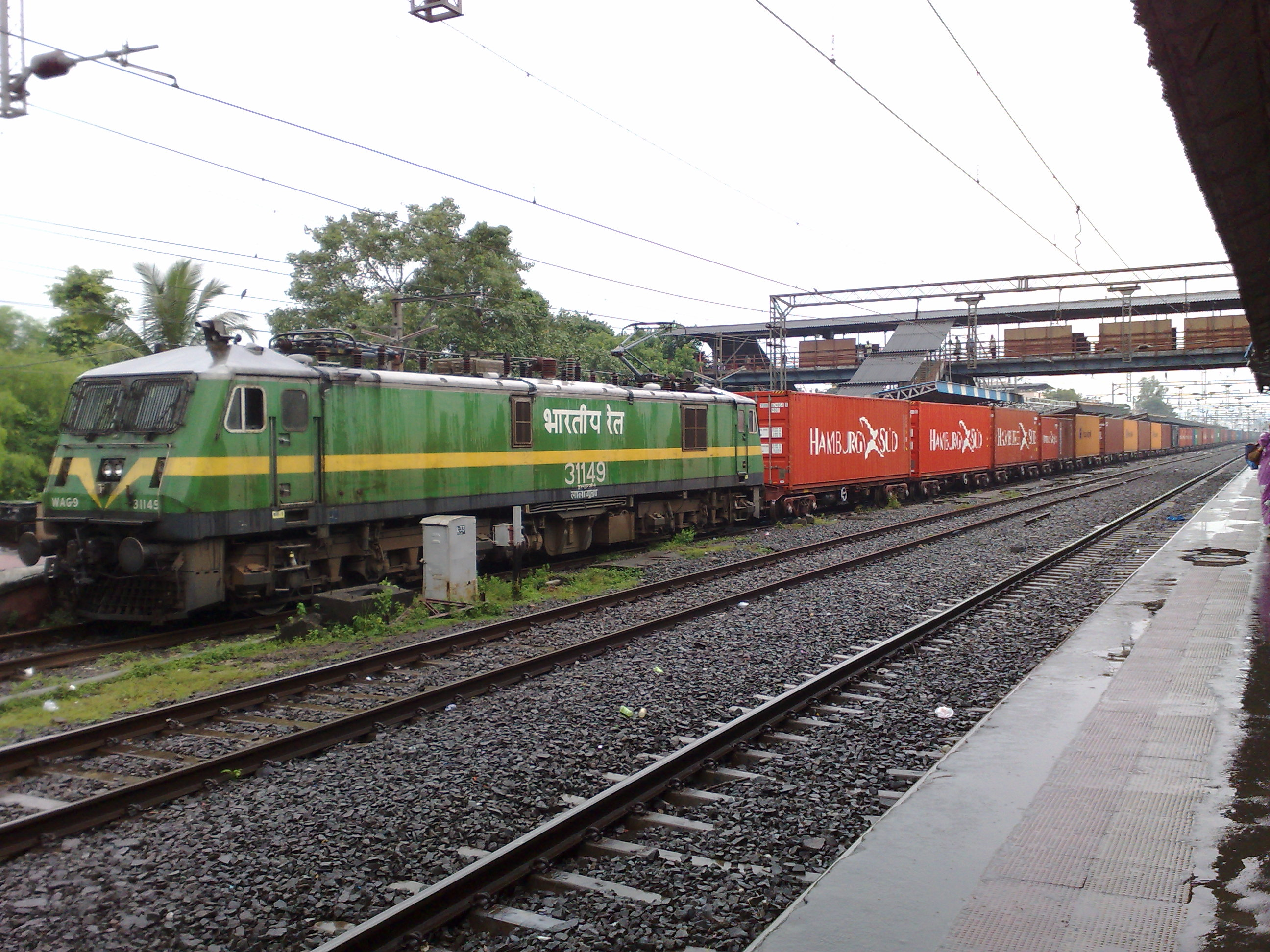
コンテナ貨物列車を牽引する31149号機
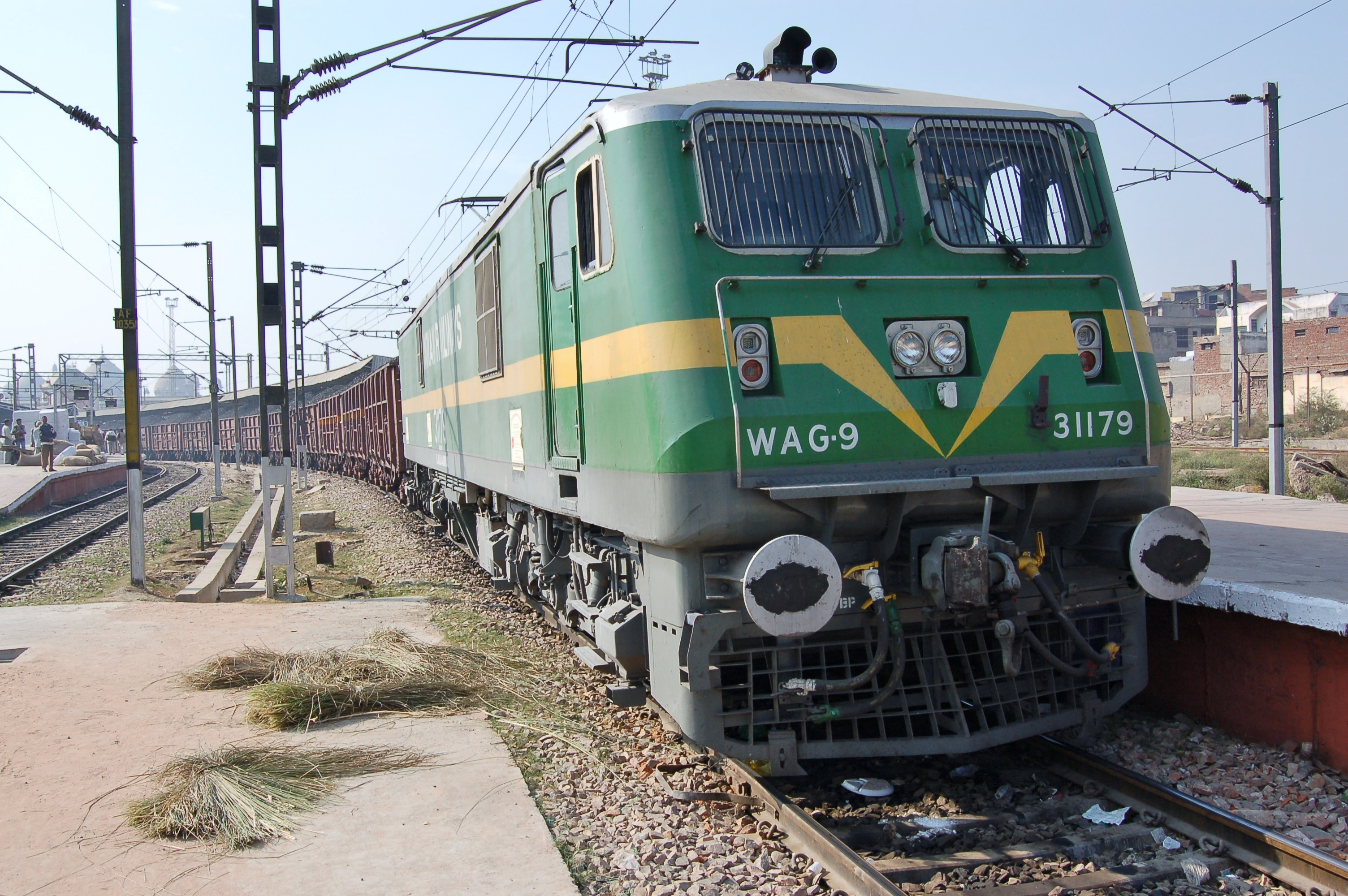
鉱石を積んだ貨物列車を牽引する31179号機